# Susanne Link
Suzanne Link (República Democrática Alemana) es una nadadora alemana retirada especializada en pruebas de estilo libre, donde consiguió ser campeona mundial en 1982 en los 4x100 metros estilo libre.

## Carrera deportiva
En el Campeonato Mundial de Natación de 1982 celebrado en Guayaquil (Ecuador), ganó la medalla de oro en los relevos de 4x100 metros estilo libre, con un tiempo de 3:43.92 segundos, por delante de Estados Unidos (plata con 3:45.76 segundos ) y Países Bajos (bronce con 3:45.96 segundos).